# Jakob Müller (Orgelbauer)
Jakob Müller (* 25. Mai 1834; † 22. April 1899)  war ein deutscher Orgelbauer.

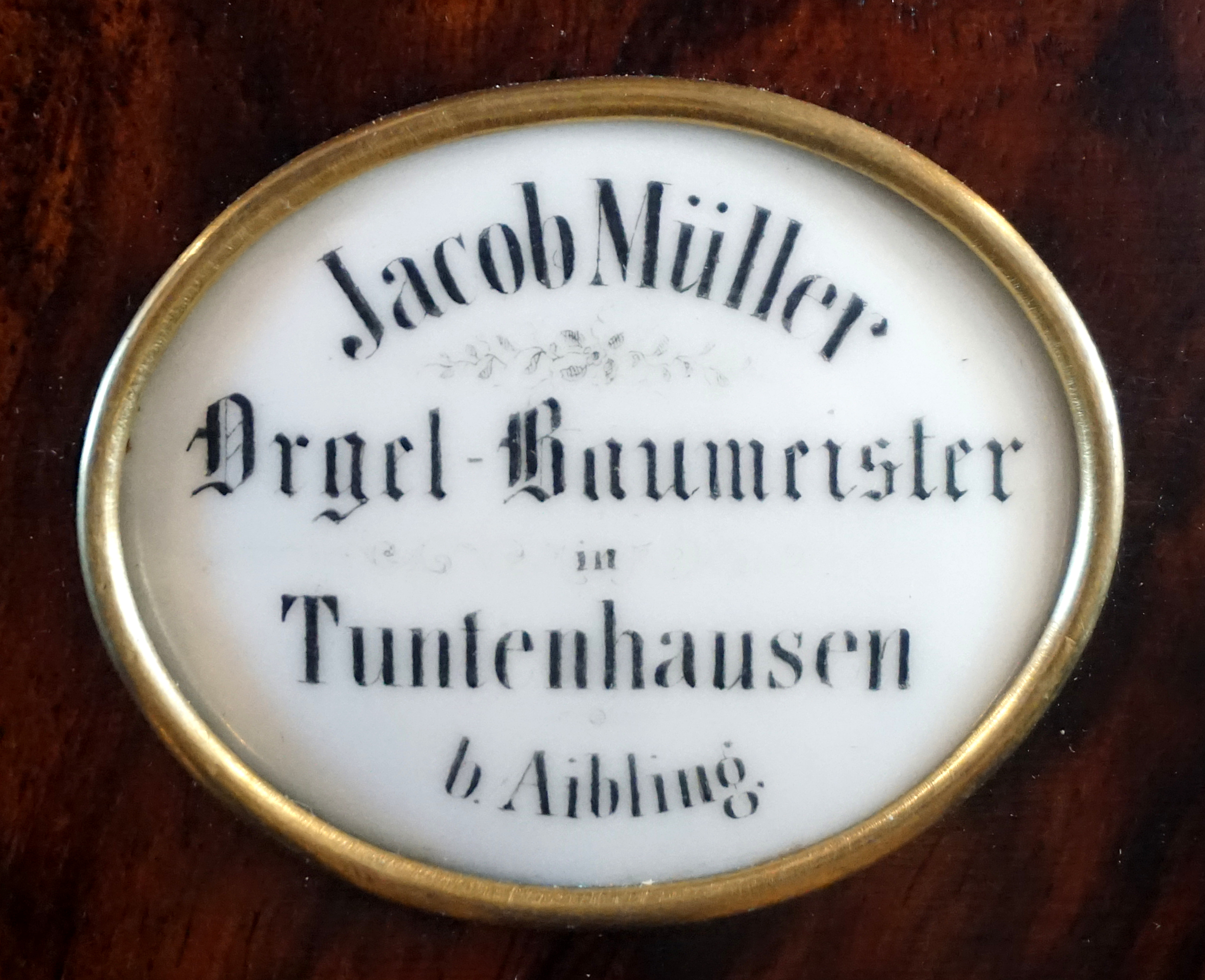
Erbauermarke einer Müller-Orgel

## Leben
Jakob Müllers Vater, Christian Gottlieb Müller (* 18. April 1799 in Seifersdorf), stammte aus einer sächsischen Orgelbauerfamilie. Er heiratete am 20. Oktober 1823 die Kistlerswitwe Anna Brand in Tuntenhausen. Deren gemeinsamer Sohn Jakob Müller war in der Werkstatt tätig und übernahm diese nach dem Tod des Vaters am 29. August 1866. Er verkaufte 1871 das Anwesen und verlegte daraufhin die Werkstatt nach Rosenheim in die Sedanstraße. Josef Hackl lernte bei ihm und wurde 1890 Mitinhaber der Werkstatt, die zwischenzeitlich als „Müller & Hackl“ firmierte. Noch vor Müllers Tod übernahm Josef Hackl den Betrieb und führte ihn allein bis in die 1920er Jahre weiter.

## Werke (Auswahl)
| Jahr    | Ort                     | Kirche                           | Bild | Manuale | Register | Bemerkungen                                                                   |
| ------- | ----------------------- | -------------------------------- | ---- | ------- | -------- | ----------------------------------------------------------------------------- |
| 1857    | Valley-Unterdarching    | St. Johannes Baptist             |      | I/P     | 10       | → Orgel                                                                       |
| 1858    | Berghofen               | St. Pankratius                   |      | I/p     | 4        | erhalten → Orgel                                                              |
| 1866    | Pfaffing                | St. Stephan                      |      | I/P     | 6        | erhalten                                                                      |
| 1869    | Schröding               | St. Nikolaus                     |      | I/P     | 8        | von Ludwig Wastlhuber umgebaut erhalten → Orgel                               |
| 1870    | Engelsberg              | St. Andreas                      |      | I/P     | 14       | 1931 von Max Dreher umgebaut, 1972 von Ludwig Wastlhuber ersetzt              |
| 1870    | Thann                   | Heilig Kreuz                     |      | I/P     | 6        |                                                                               |
| 1871    | Eggstätt                | St. Georg                        |      | II/P    | 20       | erhalten, größte Orgel der Firmengeschichte → Orgel                           |
| 1875    | Grucking                | St. Vitus                        |      | I/P     | 6        | erhalten → Orgel                                                              |
| 1880    | Sachrang                | St. Michael                      |      | I/P     | 10       | erhalten, restauriert von Alois Linder                                        |
| um 1880 | Rott am Inn-Feldkirchen | Unsere Liebe Frau                |      | I/P     | 9        | erhalten → Orgel                                                              |
| 1882    | Vogtareuth-Zaisering    | St. Vitus                        |      | I/P     | 10       | → Orgel                                                                       |
| 1885    | Puchschlagen            | St. Kastulus                     |      | I/P     | 6        | erhalten → Orgel                                                              |
| 1886    | Rosenheim               | Erlöserkirche                    |      |         |          | Gehäuse erhalten, Nachfolgeinstrumente von Steinmeyer (1926) und Simon (1980) |
| 1888    | Mettenheim              | St. Michael                      |      | I/P     | 10       | erhalten, restauriert 2003 von Frenger & Eder                                 |
| um 1890 | Piesenkam               | St. Jakobus der Ältere           |      | I/P     | 6        | erhalten, 2004 restauriert von Dieter Schingnitz                              |
| 1895    | Pietzenkirchen          | St. Stephanus und St. Laurentius |      | I/P     | 10       | mechanische Kegellade                                                         |
| 1897    | Steinkirchen            | St. Ulrich                       |      | I/P     | 6        | erhalten → Orgel                                                              |